# موزه خودروی پیترسن
موزه خودروی پیترسن (انگلیسی: Petersen Automotive Museum) یک موزهٔ خودرو است که در «ردیف موزه‌ها» در بلوار ویلشر در لس آنجلس قرار داد. این موزه، که یکی از بزرگ‌ترین موزه‌های خودرو در جهان است، یک سازمان ناسودبر است که به‌طور ویژه در زمینهٔ تاریخ خودرو و برنامه‌های آموزشی مرتبط فعالیت می‌کند.